# Euripilo (Eneide)
Euripilo è un personaggio dell'Eneide di Virgilio. La sua figura è secondaria, ma è citato anche da Dante Alighieri.

## Personaggio letterario
Nell'"Eneide" di Virgilio, Euripilo è colui che gli Achei, desiderosi di tornare in patria dopo la Guerra di Troia, inviarono a consultare l'Oracolo di Delfi per chiedere se il momento era propizio per salpare.  
Egli riportò che come all'andata era stato necessario sacrificare Ifigenia, per il ritorno si sarebbe dovuto sacrificare un altro greco, Sinone. Almeno questo storia è quanto racconta Sinone stesso chiedendo asilo ai Troiani, in verità dicendo una bugia.
Dante riprese Euripilo collocandolo tra gli indovini nella quarta bolgia dell'ottavo cerchio dei fraudolenti nell'Inferno (XX, 106-114). Nonostante egli faccia dire a Virgilio come il suo discepolo conosca bene tutta la sua Eneide, Dante fa un errore, credendo Euripilo un indovino, mentre egli fece solo da messaggero.